# 毛苞擬複葉耳蕨
毛苞擬複葉耳蕨（学名：[Arachniodes quadripinnata] 错误：{{Lang}}：文本有斜体标记（帮助））为鱗毛蕨科複葉耳蕨屬下的一个种。

## 扩展阅读
- 維基物種上的相關：毛苞擬複葉耳蕨